# Ричард Фалк
Ричард Андерсон Фалк (енгл. Richard Anderson Falk; Њујорк, 13. новембар 1930) амерички је професор емеритус за међународно право на Универзитету Принстон. Аутор је и ко-аутор 20 књига, уредник и ко-уредник још 20 томова, Године 2008, Савјет за људска права Организације уједињених нација (UNHRC) именовао је Фалка за специјалног извјестиоца за људска права на палестинским територијама окупираним након 1967. године.

## Дјетињство и образовање
Фалк је рођен у јеврејској породици у Њујорку, гдје су сви одбацили етничку страну јеврејности. Описујући себе као америчког Јевреја, изјавио је да је имајући статус аутсајдера, са осјећајем неприпадања, можда утицало на његову каснију улогу критиковања америчке спољне политике.
Фалк је дипломирао економију на универзитету у Пенсилванији 1952, након чега је завршио право на универзитету Јејл. На Харварду је докторирао право 1962. Размишљања у младости претежно су му била изграђена под утицајем читања Карла Маркса, Херберта Маркузеа и Чарлса Рајт Милса.

## Активности
Ангажовање у политици почео је на универзитету у Охају, гдје је 1960-их, као члан правног факултета, био свједок расизма према студенту црне боје коже. Прелазак на универзитет у Принстону, гдје је студирајући право био повезан са политиком, међународним односима и другим друштвеним наукама, омогућио је Фалку да интегрише своје професионалне експертизе о међународном праву, са својим етничким и политичким вриједностима. Настојао је да комбинује свој академски рад са политичким активностима у улози коју је описао као 'грађанин-ходочасник'.
Основно питање грађанина-ходочасника је да открије како да направи пожељан, али ипак мало вјероватно и успјешан друштвени покрет. Покрет против ропства, колонизације, дискриминације и патријархата у неким случајевима. Моја највећа брига је његовати покрет против рата и агресије у друштву, што подразумијева постепену изградњу новог свјетског поретка, који ће обезбиједити основне људске потребе за све; заштиту животне средине, која штити фундаментална људска права свих индивидуалаца и група, без повређивања несигурних ресурса културне разноврсности и то спроводити кроз ненасилну резолуцију међусобних конфликата.

#### У медијима
Фалк је писао за разне медије, укључујући: Натион, Хуфингтон пост, Ал Џазиру, Каунтер панч и Хронике Палестине. Члан је уредничког одбора Натионса и Прогресива.

#### Бивше активности
Фалк је бивши члан борда савјетника покрета Грађани за глобална рјешења и Америчког покрета за Свјетску владу; бивши је партнер на Транснационалном институту. У периоду 1999–2000, био је члан Независне међународне комисије Косова, формиране на иницијативу премијера Шведске, Горана Персона. Неколико година био је члан борда Хјуман рајтс воч организације, док није затражено да поднесе оставку.